# ダイハツ・ルクシオ
ルクシオ（LUXIO）は、インドネシアのアストラ・ダイハツ・モーターが製造し、ダイハツ工業が現地で販売をしていた自動車である。

## 概要
2009年2月、インドネシアにて発売を開始。
2014年2月、後期型にマイナーチェンジされた。
2023年12月20日、アストラ・ダイハツ・モーターの親会社のダイハツ工業の不正問題の調査で対象がこれまで判明していた6車種から当車種を含めたほぼ全ての車種に拡大することが明らかとなり、国内外の全ての車種の出荷を停止する方向で調整することとなった。
後期型

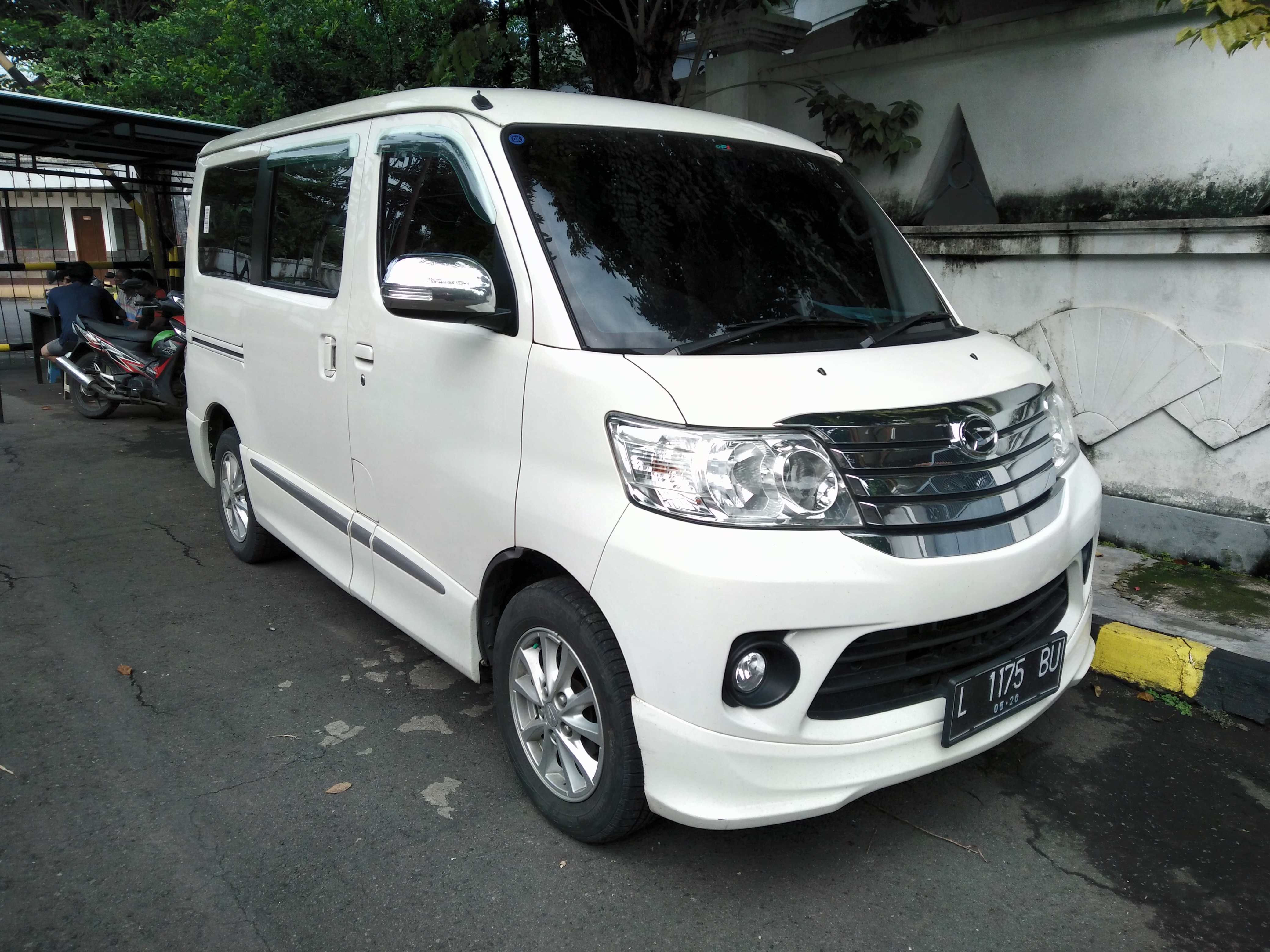
1.5 Xグレード（フロント）
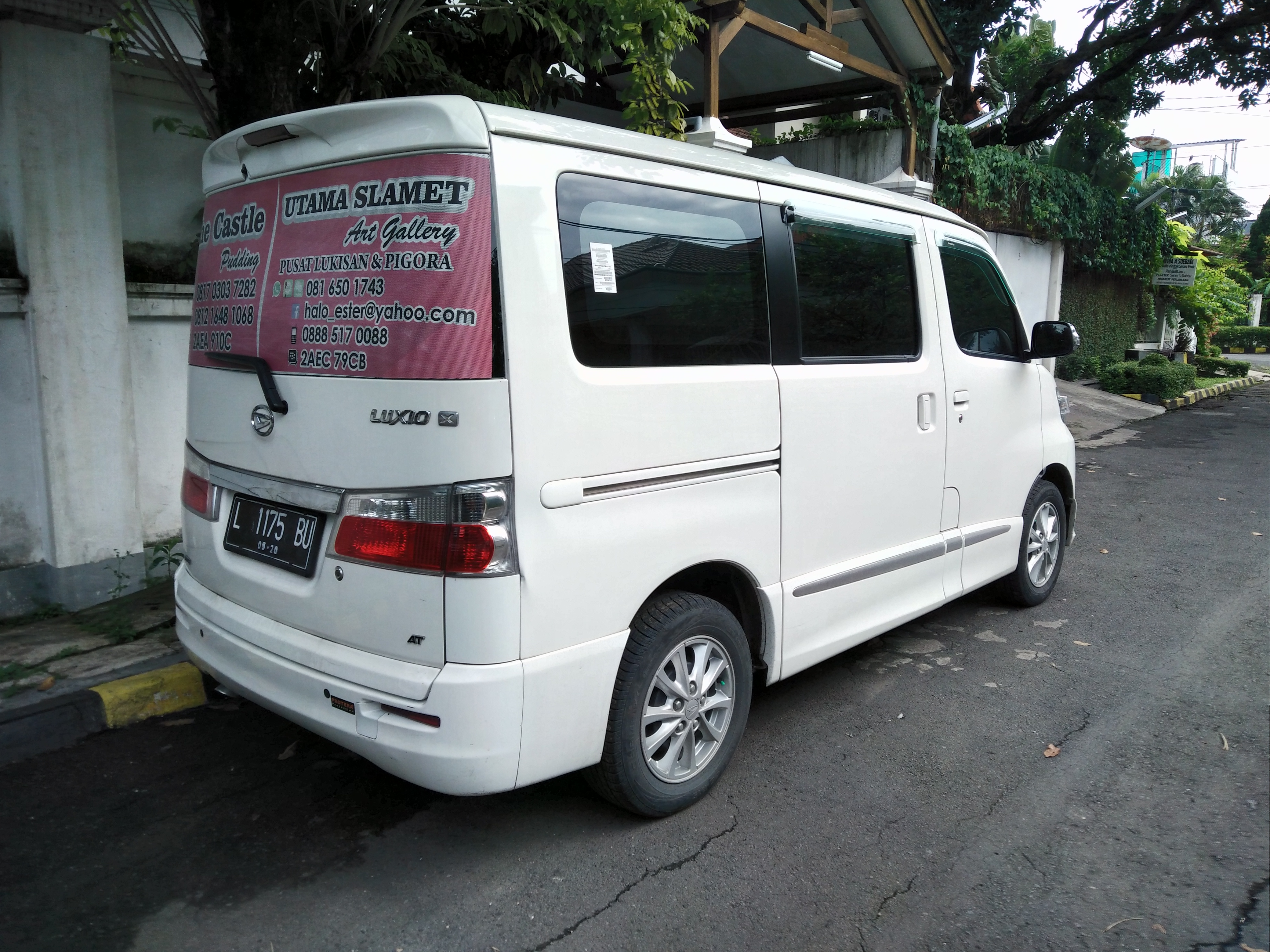
1.5 Xグレード（リア）
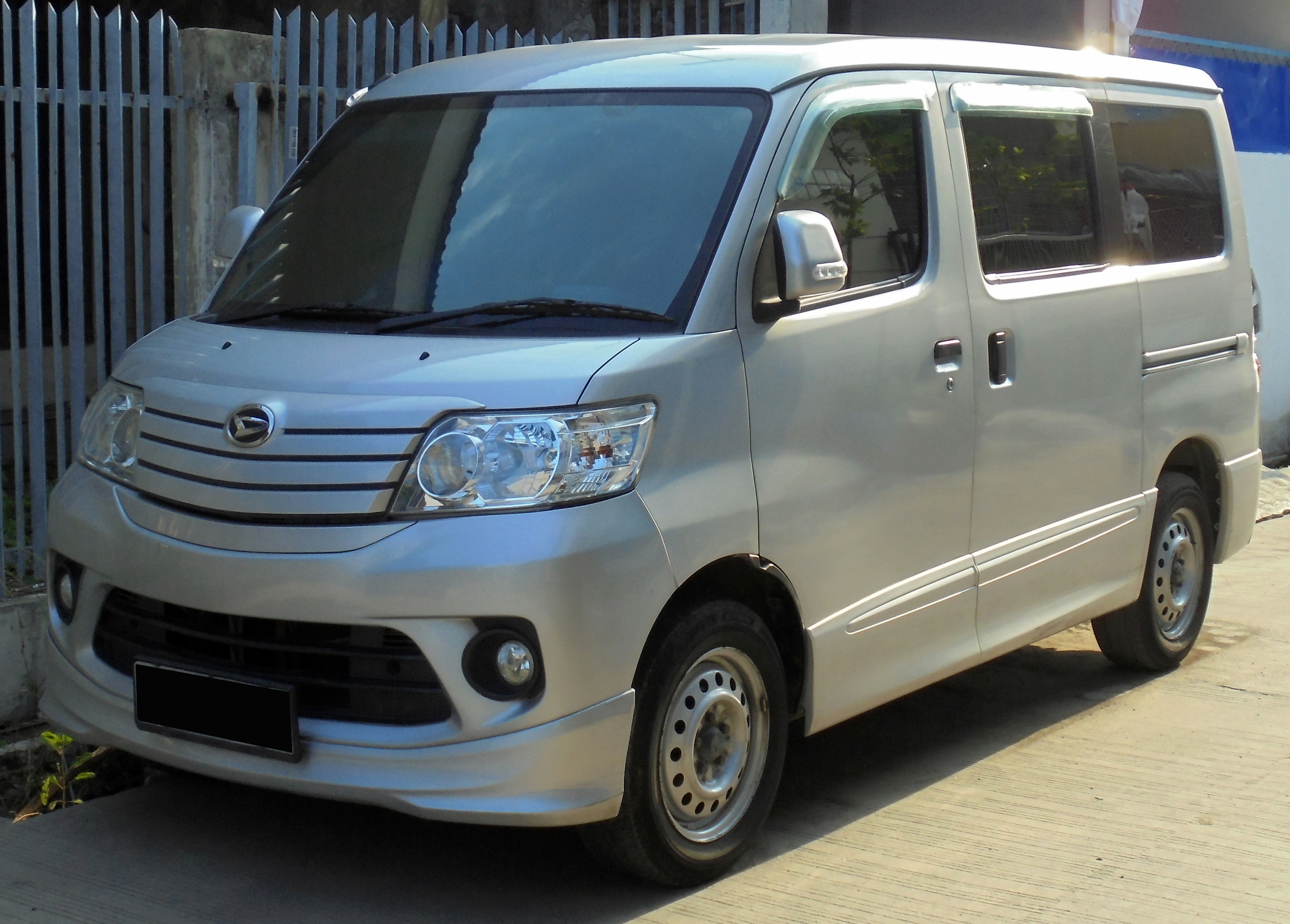
1.5 Dグレード（フロント）
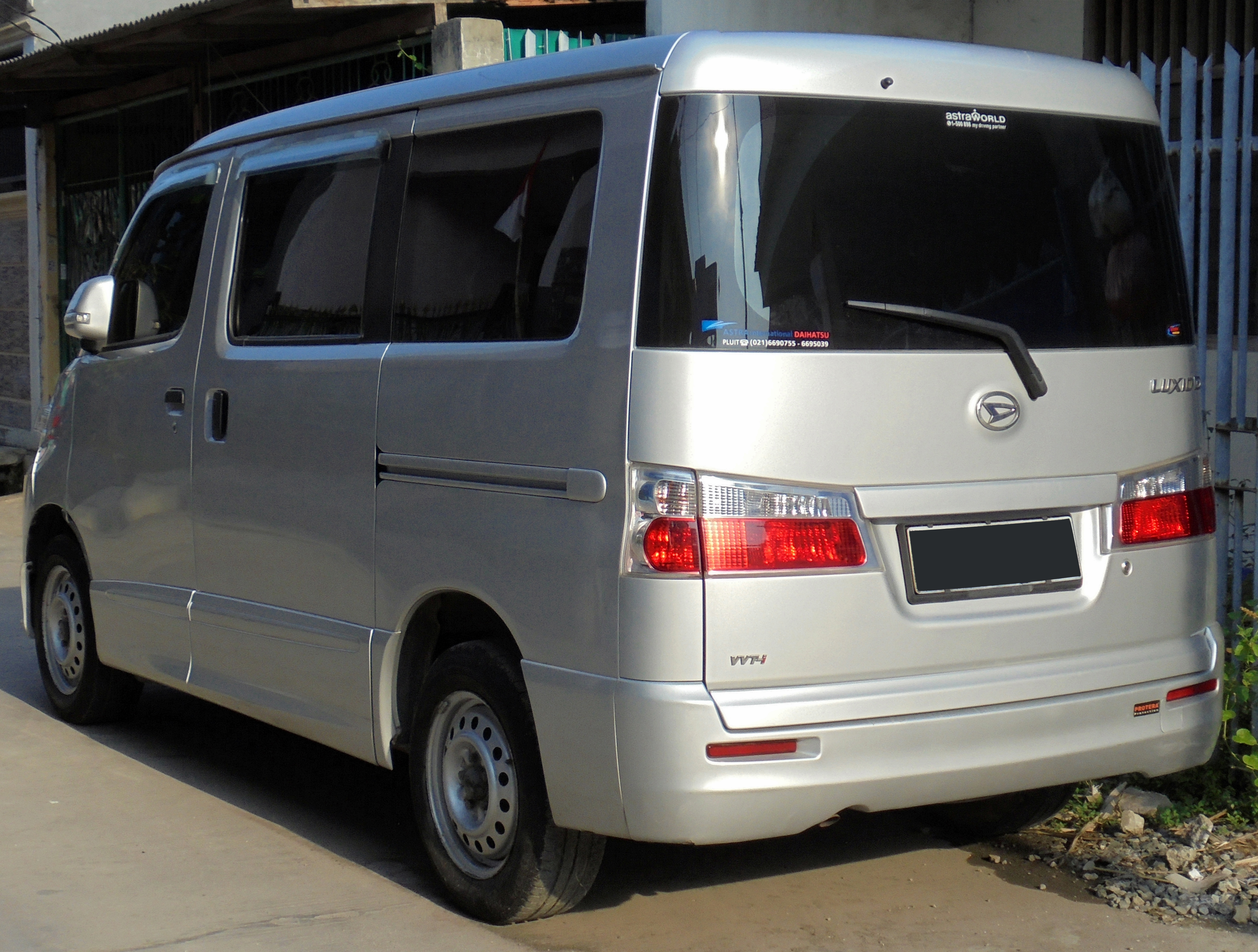
1.5 Dグレード（リア）